# Nail'd
Nail'd est un jeu vidéo de course développé par Techland et édité par Deep Silver, sorti en 2010 sur Windows, PlayStation 3 et Xbox 360.

## Accueil
- Jeuxvideo.com : 12/20[1]